# 上蒂芬巴赫
上蒂芬巴赫是德国莱茵兰-普法尔茨州的一个市镇。总面积5.77平方公里，总人口381人，其中男性193人，女性188人（2011年12月31日），人口密度66人/平方公里。